# Brest Sentinels 2019
Questa voce raccoglie le informazioni riguardanti i Brest Sentinels nelle competizioni ufficiali della stagione 2019.

## Campionato bielorusso di football americano 2019

### Stagione regolare
| Brėst 12 maggio 2019 | Brest Sentinels | 0 – 21 (a tavolino) referto | Minsk Litwins |  |

| Hrodna 1º giugno 2019 | Grodno Barbarians | 21 – 0 (a tavolino) referto | Brest Sentinels |  |

| Hrodna 18 agosto 2019 | Minsk Hurricanes | 21 – 0 (a tavolino) referto | Brest Sentinels |  |

## Statistiche di squadra
| Competizione | %Vittorie | In casa | In casa | In casa | In casa | In casa | In casa | In trasferta | In trasferta | In trasferta | In trasferta | In trasferta | In trasferta | Totale | Totale | Totale | Totale | Totale | Totale |
| Competizione | %Vittorie | G       | V       | N       | P       | Pf      | Ps      | G            | V            | N            | P            | Pf           | Ps           | G      | V      | N      | P      | Pf     | Ps     |
| ------------ | --------- | ------- | ------- | ------- | ------- | ------- | ------- | ------------ | ------------ | ------------ | ------------ | ------------ | ------------ | ------ | ------ | ------ | ------ | ------ | ------ |
| Campionato   | .000      | 1       | 0       | 0       | 1       | 0       | 21      | 2            | 0            | 0            | 2            | 0            | 42           | 3      | 0      | 0      | 3      | 0      | 63     |
| Totale       | .000      | 1       | 0       | 0       | 1       | 0       | 21      | 2            | 0            | 0            | 2            | 0            | 42           | 3      | 0      | 0      | 3      | 0      | 63     |